# Teniente de navío

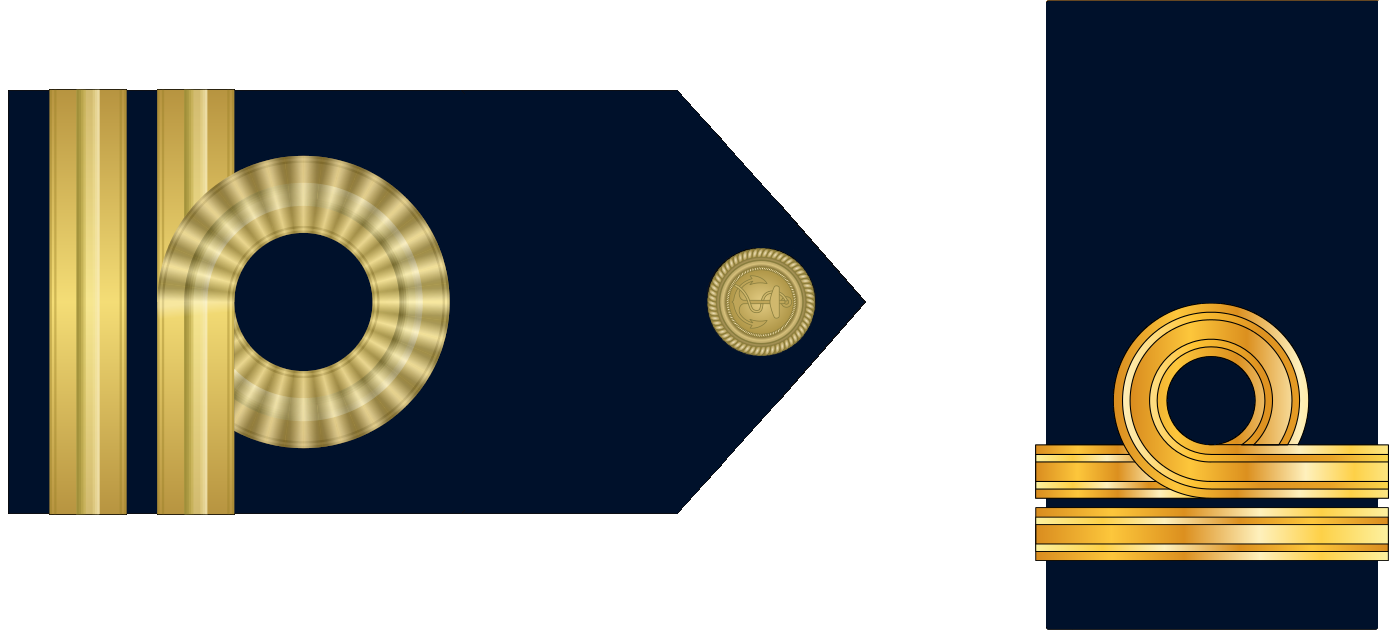
Insignia de Teniente de Navío en la Armada Argentina.

Divisa de Teniente de Navío de la Armada Española.

Teniente de navío es un empleo militar de la Armada equivalente a capitán en otros ejércitos.
El código de la OTAN para el rango es OF-2.

## Tenientes en las marinas
En España, Uruguay y Argentina lleva dos galones de 14 mm.
En la Armada española y la Armada Nacional Uruguaya es un empleo mayor que Alférez de navío e inferior a Capitán de corbeta. En la Armada española es equivalente al empleo de Capitán de los Ejércitos de Tierra y Aire.
En la Armada Argentina es mayor que Teniente de fragata e inferior a Capitán de corbeta.
En Chile este grado equivale al Teniente Primero y lleva tres galones angostos de 7 mm y sobre ellos una estrella dorada.
En la Armada Bolivariana (R.B. VENEZUELA) y Armada de la República de Colombia es el rango militar entre el Teniente de fragata y el Capitán de corbeta, equivaliendo al Capitán en el ejército de tierra.

### Europa

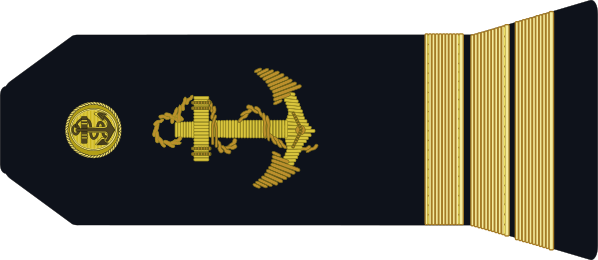
Insignia de Lieutenant de Vaisseau, equivalente en la Marina Nacional de Francia.

Insignia de Liutenant, equivalente en la Armada de los Estados Unidos.

En la Marina Nacional de Francia el grado de Teniente de Navío es el Liutenant de Vaisseau (por sus siglas se conoce como LV), que se corresponde con el grado de Capitán en las fuerzas armadas de tierra y de aire, como así también en la gendarmería.
En la Marina Militare de Italia es conocido como Teniente di Vascello (por sus siglas TV), también correspondiéndose con el grado de Capitán, y Primo Teniente di Vascello que es de mayor jerarquía.
En la Armada de la República de Polonia es el Kapitan marynarki (o kpt. mar.).
En Portugal se lo denomina Primeiro-Tenente, en Rumania como Căpitan.
En Reino Unido es un Liutenant dentro de la Royal Navy, como así también en la Armada de los Estados Unidos.